# Cooperazione rurale
Cooperazione rurale fu un mensile Italiano, fondato e diretto da Leone Wollemborg nel 1885.
Tra gli articoli leggibili nella rivista, si dà notizia e si narra della realizzazione di Casse rurali in territorio Italiano, delle usure fatte nelle campagne e del suo sogno, ossia costruire tra economia e valori umani un legame indissolubile basandolo sulla solidarietà e sulla cooperazione.
Per ricevere la rivista, ci si doveva abbonare tramite conto postale e in diverse occasioni, Leone, scriveva lettere ai lettori in modo informale.
L'ultima edizione del mensile, risale al 1904.